# Tatomir Radunović
Tatomir Radunović (* 1940) ist ein ehemaliger jugoslawischer Fußballtorhüter.

## Karriere
Radunović spielte bis 1967 für den FK Roter Stern Belgrad. Im Sommer 1967 wurde der Torhüter von Galatasaray Istanbul als potenzieller Nachfolger von Turgay Şeren verpflichtet.
In der Saison 1967/68 wurde er hinter Yasin Özdenak zweiter Torhüter und kam zu fünf Ligaspielen. Nach dieser Saison beendete Tatomir Radunović seine Karriere.